# Simone Liénard
Pour les articles homonymes, voir Liénard.
Simone (dite Sim) Liénard, née à Evere en 1912 et décédée à Namur en 1988 est une artiste peintre belge.

## Biographie
Simone Liénard étudie à l'Académie royale des beaux-arts de Bruxelles. Elle fut l'élève de Van Haelen, Alfred Bastien et Henri Logelain. Peintre de fleurs, de natures mortes et de portraits, elle est surtout connue pour ses vues de l'Entre-Sambre-et-Meuse, de l'Ardenne, de la Bretagne et de l'Italie. 
Elle obtint le Prix de l'Yser en 1957. La même année, elle reçut la première médaille d'argent au Salon des artistes français à Paris. L'année suivante, à ce même salon, elle se voit décerner la Médaille d'Or. En 1963, elle fut finaliste au Grand Prix du Festival international de Pont-Aven.

## Œuvres
Œuvres dans les musées de Schaerbeek, Spa et Paris.